# Nokia X
El Nokia X era un telèfon intel·ligent de gama mitja anunciat com a part de la família Nokia X al febrer de 2014, que s'executa amb la plataforma Nokia X. El dispositiu s'envia el mateix dia que el dia de la presentació, amb Nokia orientant el producte per als mercats emergents. Actualment, es venia i mantenia per Microsoft Mobile. El 17 de juliol de 2014, Microsoft va anunciar que suspendrà la línia, però reanimaría el seu número de model com un nou producte de Lumia que es donarà a conèixer a MWC 2015.
El X ja estava en desenvolupament conegut com a Normandy, Project N, el Asha on Linux project i MView.

## Presentació

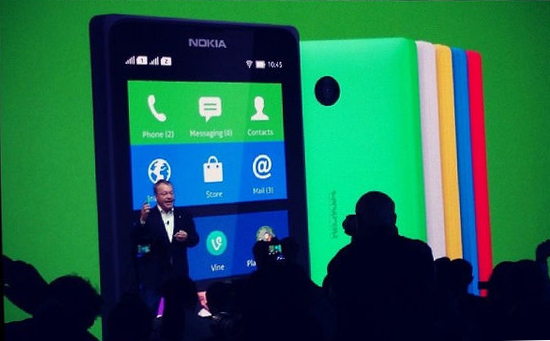
Stephen Elop revela el telèfon a la MWC 2014

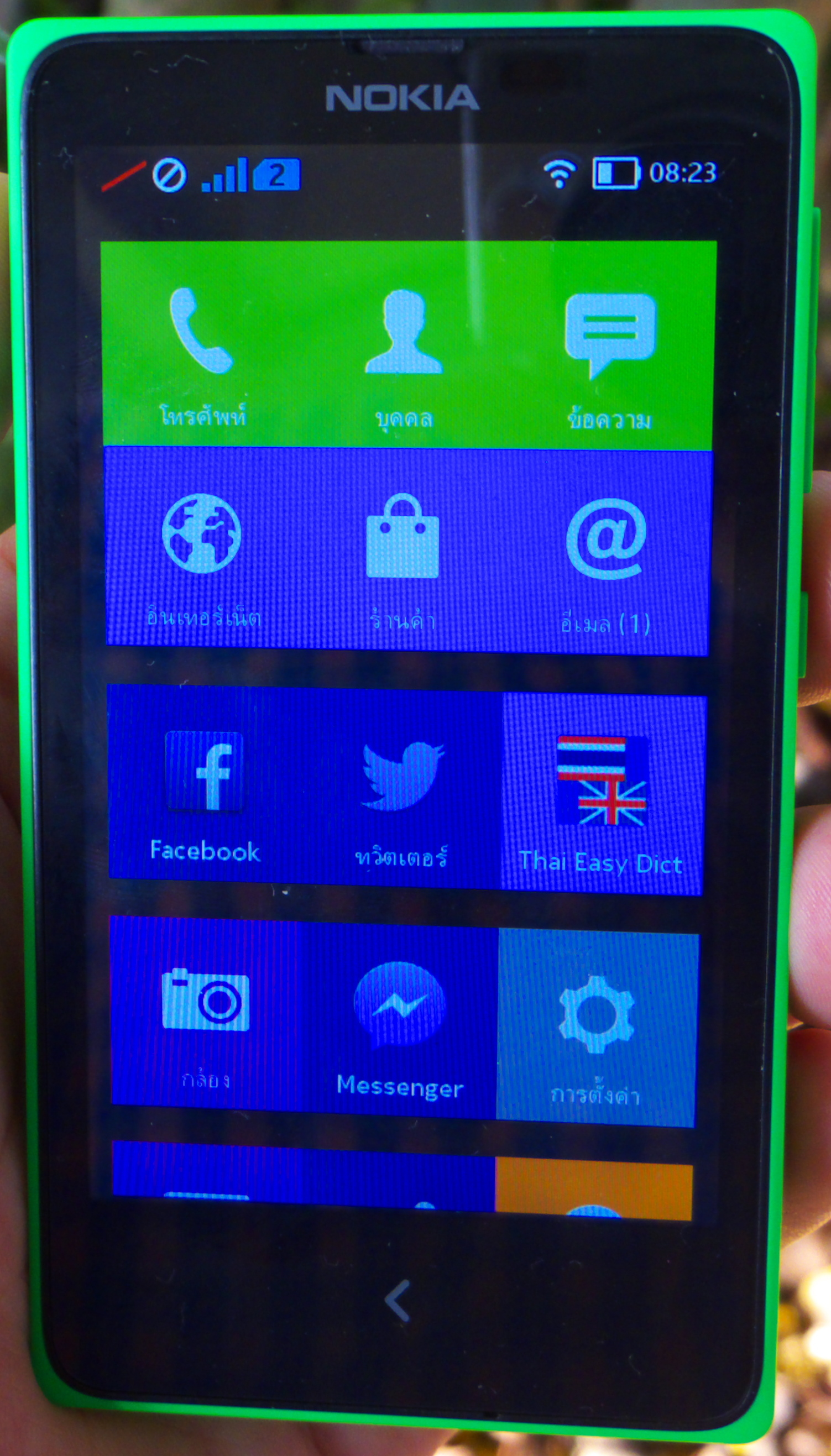
Pantalla d'inici

El telèfon va ser presentat per Stephen Elop al Mobile World Congress 2014 de Barcelona.Plantilla:When Contràriament a les filtracions anteriors, dues variants, Nokia X i Nokia X+ van ser llançats, tenint el Nokia X+ 768 MB de RAM, al contrari de 512 MB de RAM, així com amb una targeta microSD inclosa a la caixa.
Un tercer telèfon, el Nokia XL, es va anunciar, amb una pantalla més gran, càmera frontal, flaix posterior i temps d'execució més llarga de la bateria.
Molt aviat després del llançament, un desenvolupador havia arrelat el dispositiu i permetent la instal·lació de les aplicacions i serveis de Google.

## Crítica
El Nokia X va ser durament criticat per no tenir un botó d'inici, però l'error es soluciona en els propers telèfons Nokia X. El presentat Nokia X2 havia solucionat això.